# Стерман, Лев Самойлович
Лев Самойлович Стерман (17 сентября 1917 года — 2001, Москва) — специалист в области тепловых электростанций, доктор технических наук, профессор, заведующий кафедрой электрических станций (1963-1969) Московского энергетического института. Участник Великой Отечественной войны.

## Биография
Лев Самойлович Стерман родился 17 сентября 1917 года. В 1941 году окончил Московский институт химического машиностроения (МИХМ, ныне Московский государственный университет инженерной экологии), получил диплом инженера-механика.  C началом Великой Отечественной войны окончил курсы при военной академии химической защиты. Воевал под Сталинградом,  командовал химической службой полка. В сентябре 1942 года был ранен в руку, проходил лечение в госпитале. После лечения, в феврале 1943 года был демобилизован по инвалидности.
Учился в аспирантуре МИХМ, в 1947 году защитил кандидатскую диссертацию, после чего до 1957 года работал в Московском отделении ЦКТИ (Центральный котлотурбинный институт), вёл работы по улучшению испарительных установок на электростанциях Донбассэнерго.
В 1956 году перешел на работу доцентом в  МЭИ, где была создана кафедра атомных электрических станций. В то время перспективными для использования в первых контурах АЭС считались органические теплоносители. Лев Самойлович возглавлял на кафедре АЭС научное направление по изучению закономерностей теплообмена с этими жидкостями.
В аспирантуре у доктора технических наук, профессора Льва Самойловича Стермана учились А. И. Абрамов, В. В. Петухов (впоследствии доценты кафедры ТЭС), Карл Ничке (ГДР), Юргис Вилемас (Литва), Г. Г. Чечета и др.
Л. С. Стерман является автором около 200 научных трудов, включая учебники, учебные пособия. Под его руководством было подготовлено более 40 кандидатов технических наук. Среди них доктор технических наук, профессор В.П. Проценко, заведующий кафедрой ТЭС МЭИ А. С. Седлов, заведующий кафедрой ТЭС Ивановского государственного энергетического
университета А.В. Мошкарин, заведующий кафедрой ТЭС МЭИ С. Г. Тишин, ученики из Румынии, Болгарии, Армении,  Германии и Украины.

## Труды
- Тепловые и атомные электростанции. Учебник для вузов. 2-е издание, исправленное и дополненное. Авторы: Лев Самойлович Стерман, Семен Абрамович Тевлин, Александр Тимофеевич Шарков. Под редакцией Л. С. Стермана. Москва: Энергоиздат, 1982.
- Испарители/ Канд. техн. наук Л. С. Стерман. - Москва : Машгиз, 1956. - 68 с.
- Гидродинамика и теплообмен при парообразовании : Учеб. пособие для втузов / А.М. Кутепов, Л.С. Стерман, Н.Г. Стюшин. - Изд. 3-е, испр. - М. : Высшая школа, 1986.
- Физические и химические методы обработки воды на ТЭС : Учеб. для вузов по спец. "Тепловые электр. станции" / Л.С. Стерман, В.Н. Покровский. - М. : Энергоатомиздат, 1991.
- «Технико-экономические основы выбора параметров ТЭС» (1970).

## Награды и звания
- Премия правительства РФ
- «Заслуженный деятель науки и техники РСФСР»